# Губертус фон Аулок
Губертус фон Аулок (нім. Hubertus von Aulock; 2 жовтня 1891, Кохельсдорф — 18 січня 1979, Нордерштедт) — німецький офіцер, бригадефюрер НСКК і генерал-майор вермахту.

## Біографія
Син лейтенанта Прусської армії Франца фон Аулока і його дружини Антонії, уродженої Шенгейдер. Старший брат оберста Андреаса фон Аулока.
Закінчив кадетський корпус. Влітку 1911 року втупив в піхотний полк «Кайт» (1-й верхньосілезький) №22. Учасник Першої світової війни. 11 грудня 1918 року сформував з частин свого полку фрайкор «фон Аулок», з якого в 1919 році був сформований 8-й єгерський батальйон рейхсверу. Учасник Каппського заколоту. 14 березня 1920 року солдати Аулока взяли під контроль Бреслау і заарештували видавця Бернгарда Шоттлендера. 23 червня його спотворене тіло було знайдене в Одері. Аулок провів кілька днів в ув'язнені як підозрюваний. 14 липня звільнений у відставку.
1 серпня 1932 року вступив в НСДАП (квиток №1 239 329), згодом очолив моторизовану бригаду НСКК у Великому Берліні. До 1939 року став членом Імперського союзу ППО, Націонал-соціалістичної народної благодійності і Німецького трудового фронту. В 1937 році вступив у вермахт. З 26 серпня 1937 року — комендант штаб-квартири 403-го командира частин постачання 3-го армійського корпусу, з 1940 року — квартирмейстер корпусу. В жовтні 1940 року виконував обов'язки командира 880-го навчально-будівельного полку особливого призначення, з 26 листопада 1940 по 1 квітня 1941 року служив в штабі полку. З 19 травня 1941 року — начальник штабу командувача військами в Північно-Західній Франції. В жовтні 1943 року протягом шести днів виконував обов'язки командира 79-ї піхотної дивізії. З 12 серпня 1944 року — командир бойової групи «Аулок». 2 вересня взятий в полон союзниками. В грудні 1948 року звільнений.

## Звання
- Фанен-юнкер (літо 1911)
- Фенріх (27 січня 1912)
- Лейтенант (19 листопада 1912)
- Оберлейтенант (22 березня 1916)
- Гауптман запасу (14 липня 1920)
- Гауптман резерву (1938)
- Майор резерву (1 жовтня 1939)
- Оберстлейтенант резерву (1 липня 1942)
- Оберст резерву (1 серпня 1944)
- Генерал-майор резерву (21 серпня 1944)

## Нагороди
- Залізний хрест 2-го і 1-го класу
- Сілезький Орел 2-го ступеня
- Пам'ятний знак фрайкору «фон Аулок»
- Почесний хрест ветерана війни з мечами
- Медаль «За вислугу років у Вермахті» 4-го і 3-го класу (12 років)
- Застібка до Залізного хреста 2-го і 1-го класу
- Хрест Воєнних заслуг 2-го класу з мечами